# Joachim Rachel (Satiriker)
Joachim Rachel (* 28. Februar 1618 in Lunden in Dithmarschen; † 3. Mai 1669 in Schleswig) war ein deutscher Satiriker, genannt der deutsche Juvenal.

## Leben
Rachel entstammt einer aus Mecklenburg stammenden, in Dithmarschen ansässigen Pastorenfamilie. Sein Vater Mauritius Rachel war Pastor in Lunden. Sein Bruder Samuel Rachel war ein bedeutender Jurist.
Von 1635 bis 1637 besuchte er das Johanneum in Hamburg, ehe er sich an der Universität Rostock immatrikulierte. Hier studierte er Philologie unter Peter Lauremberg, bis er sich 1640 als Hofmeister in Dorpat verdingte. 1652 wurde er Schulrektor in Heide, und 1660 übernahm er die gleiche Position am Ulrichsgymnasium in Norden. 1667 akzeptierte er einen Ruf als Rektor der Domschule in Schleswig, in welchem Amt er zwei Jahre später verstarb.

## Werke (Auswahl)
- Epigrammata evangelica. 1654
- Teutsche Satyrische Gedichte. Frankfurt a. M. 1664
- (Übs.) Hugo Grotius: Christlicher Glaubens-Unterricht. Aurich 1664